# Carolina Floare Boreaz
Carolina Floare Boreaz (calí boreaz, em poesia) é uma poeta, atriz, performer e tradutora portuguesa e naturalizada brasileira, residente e premiada no Brasil, tendo vivido também na Romênia. Publicou três livros e um zine de poesia no Brasil e em Portugal, além de colaborações poéticas com revistas brasileiras, portuguesas, galegas, caboverdianas e mexicanas, e ainda dois romances traduzidos do romeno. Realiza espetáculos autorais, performances e filmepoemas.

## Carreira
Nascida em Portugal, de origem parte de  Santarém, parte da Beira Baixa, estudou Direito e Dança  Clássica e  Flamenca em Lisboa, depois viveu em Bucareste, na Romênia, onde estudou Língua e Literatura Romena e Tradução Literária, e vive, desde 2010, no Rio de Janeiro, no Brasil, onde estudou Teatro e onde desenvolve espetáculos  e performances autorais e passa a publicar livros de poesia.
Formou-se em Direito na Faculdade de Direito da Universidade de Lisboa, com intercâmbio na Faculdade de Direito da Universidade de Bucareste e pós-graduação na Universidade Católica de Lisboa; em Língua e Literatura Romena na Faculdade de Letras da Universidade de Bucareste; em Tradução Literária pelo Instituto Cultural Romeno; em Teatro na Companhia de Teatro Contemporâneo do Rio de Janeiro; em Flamenco na Xuventude de Galicia e em Ballet Clássico pela Royal Academy of Dance. Estudou Interpretação com diretores de Cinema e Televisão, como o português Nicolau Breyner e os brasileiros Marco Rodrigo e Roberto Naar. Aprofundou-se nas técnicas teatrais da Royal Shakespeare Company com o diretor Renato Rocha e foi assistente do diretor francês Gilles Gwizdek.
Ganhou o Prêmio de Melhor Atriz no Festival de Teatro do Rio de Janeiro em 2012, interpretando Hamlet numa montagem com tradução e adaptação inéditas suas da obra-prima de  Shakespeare, Hamlet 2012, também indicado como Melhor Espetáculo no mesmo festival. Foi indicada a Melhor Atriz no mesmo Festival em 2015, com a peça inédita Quenga! Quenga! Quenga!, de Segundo Torres, e no Festival Internacional de Cinema de Madrid, também em 2015, com o curta-metragem A Dívida, de Sílvia Carvalho.
Em 2014, atua na peça Anônimas, com direção de Roberto Naar, no Rio de Janeiro. Em 2017, estreia, também no Rio de Janeiro, seu espetáculo autoral, Contando Fados, no qual assina igualmente a direção, a cenografia e o figurino. O espetáculo teatral e musical faz uma viagem pelo universo do Fado, tendo em cena, além dela, o músico Victor Lopez, especialista na guitarra portuguesa. Ainda em 2017, participa da série Baile de Máscaras, com direção de Flávio Tambellini. Em 2020, canta e atua numa participação especial no videoclipe Entreventos, canção com poema de Joana Hime e música de Francis Hime, um lançamento da Biscoito Fino. Ainda em 2020, interpreta Clarice Lispector numa trilogia de filmes-cartas por si roteirizados para o Festival Literário do SESC.
Tem publicados três livros e um zine de poesia: A palavra menos a língua, pela Musa Impassível, Portugal (2024); A tela finalmente escura, pela Kafka Edições, Brasil (2023); Tesserato, pela Editora Caos & Letras, Brasil (2020) e pela Guerra & Paz Editores, Portugal (2024); e Outono azul a sul, pela Editora Urutau, Portugal e Brasil (2018/2019). Também tem contos e poemas publicados em coletâneas e revistas brasileiras, portuguesas, galegas, caboverdianas e mexicanas. Participou de exposições em Portugal (Bienal Internacional de Gaia 2019) e na Índia (Hyderabad Literary Festival 2019).
Escreveu, produziu e apresentou as  performances poético-cênicas (a partir da sua obra) A palavra menos a língua (2024-2025), Tesserato jam session (2022-2023), Outono azul a sul - jam poetry sessions (2019) e Portuguesia - jam poetry session live (2020) no SESC Palladium, em Belo Horizonte; no Midrash Centro Cultural, no Rio de Janeiro; na FLIP, em Paraty; e numa turnê em Portugal por diversos espaços culturais de Lisboa, Porto, Aveiro e Coimbra.
Criou o sarau Poesia que nos sustenta, que reúne vários poetas e apresenta-se em festivais, como a FLIP e o LivMundi 2019. Criou e apresentou, em 2020, o programa de poesia contemporânea Ainda somos muito novos para escrever estes poemas para os canais virtuais do Midrash Centro Cultural.
Traduziu dois romances do romeno para o português: O Regresso do Hooligan (Întoarcerea Huliganului), de Norman Manea, publicado pela Editora ASA, Portugal (2010), e Lisboa para sempre (Se înnoptează. Se lasă ceaţă.), de Mihai Zamfir, para a Editora Thesaurus, Brasil (2012).

## Premiações
- Prêmio de Melhor Atriz no Festival de Teatro do Rio de Janeiro 2012 (Hamlet, em Hamlet 2012)
- Indicação a Melhor Atriz no Festival Internacional de Cinema de Madrid 2015 (Laura, em A Dívida)
- Indicação a Melhor Atriz no Festival de Teatro do Rio de Janeiro 2015 (Quenga, em Quenga! Quenga! Quenga!)
- Indicação a Melhor Espetáculo no Festival de Teatro do Rio de Janeiro 2012 (Hamlet 2012, com tradução, adaptação e assistência de direção suas)

## Espetáculos autorais
- A palavra menos a língua (autoria), 2024-2025
- Tesserato jam session (autoria), 2022-2024
- Me chamam de Karen (adaptação do romance Karen, de Ana Teresa Pereira), inédito
- Portuguesia - jam poetry session live (autoria), encenação em 2020
- Outono azul a sul - jam poetry sessions (autoria), 2019
- Contando Fados (autoria), 2017[8]
- Hamlet 2012 (tradução e adaptação de Hamlet, de William Shakespeare), 2012

## Livros
- A palavra menos a língua (poesia, zine), Musa Impassível, Portugal, 2024
- A tela finalmente escura (poesia / romance), Kafka Edições, Brasil, 2023
- Tesserato (poesia), Editora Caos & Letras, Brasil, 2020 / Guerra & Paz Editores, Portugal, 2024
- Outono azul a sul (poesia), Editora Urutau, Portugal, Galiza e Brasil, 2018/19

## Contos em coletâneas
- A fazedora de luas (conto), integrando a coletânea para crianças Conto em Casa, Editora Raiz, Brasil, 2020
- Islandeses (conto), integrando a coletânea As Escolhas e o Destino da Coleção Identidade Vol. II, Amazon Kindle Brasil, 2019
- Correnteza, poço e membros (conto), na revista Flanzine nº 20, Portugal, 2019

## Traduções literárias
- Lisboa para sempre (Se înnoptează. Se lasă ceaţă., romance), de Mihai Zamfir, do original romeno para a Editora Thesaurus, Brasil, 2012
- O Regresso do Hooligan (Întoarcerea Huliganului, romance), de Norman Manea, do original romeno para a Editora ASA, Portugal, 2010

## Outras criações
- A resposta não deveria ser imediata (podcast literário)
- Ainda somos muito novos para escrever estes poemas (programa de poesia), ao vivo, Midrash Centro Cultural, 2020
- Poesia que nos sustenta (sarau de poesia), desde 2019